# Ich hatt' einen Kameraden

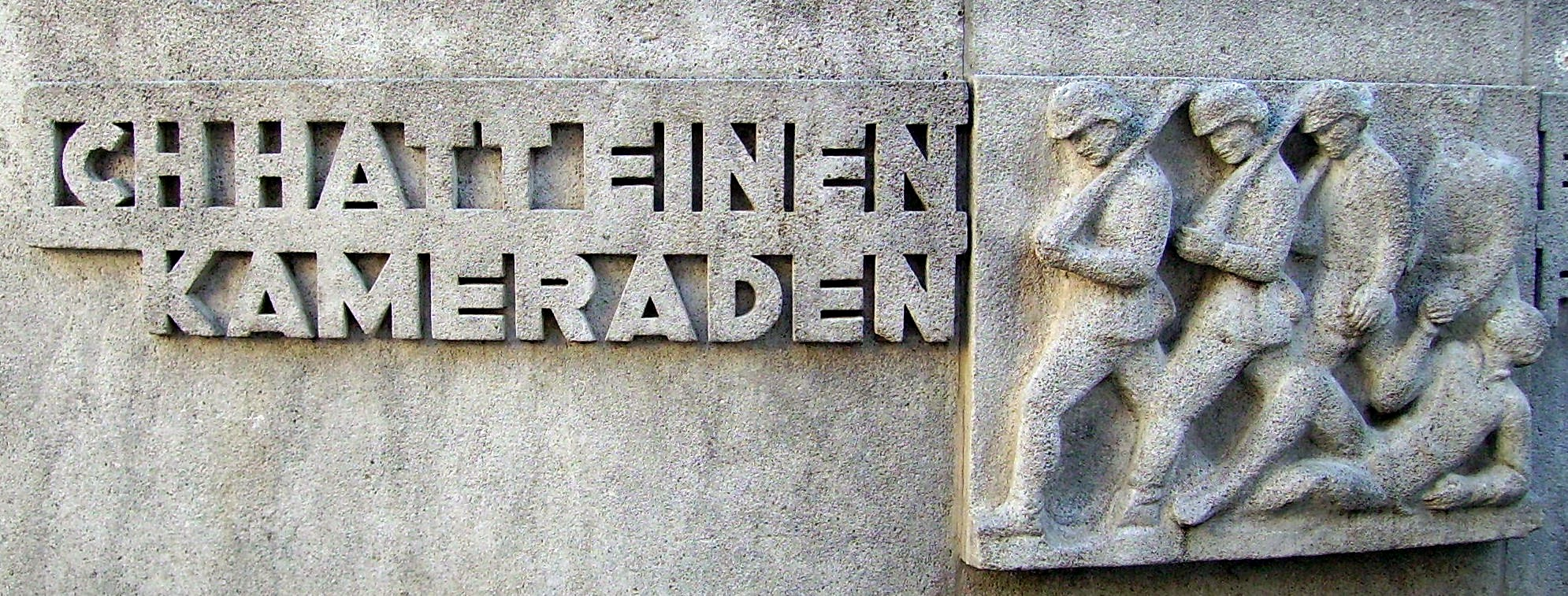
Escrita em uma fonte de Speyer.

"Der gute Kamerad" ("O bom camarada"), melhor conhecida por "Ich hatt' einen Kameraden" ("Eu tive um camarada"), é a tradicional música de despedida das forças armadas da Alemanha. Foi escrita por Ludwig Uhland em 1809. Em 1825, o compositor Friedrich Silcher fez uma versão musical. O cantor Heino interpreta a primeira estrofe da canção em um de seus álbuns.